# Primavera (Chile)
Primavera ist eine kleine Gemeinde im Norden der chilenischen Provinz Tierra del Fuego direkt an der Magellanstraße. Primavera erstreckt sich über 4614 km². Hauptort der Gemeinde ist Cerro Sombrero.

## Geschichte
Mitte des 20. Jahrhunderts begannen die geologischen Erkundungen im Gebiet von Primavera, die 1945 in der Errichtung des ersten Erdölbohrlochs der ENAP gipfelten. Damit begann die heutige Besiedlung der Gemeinde, da infolge der Erdölförderung Menschen in das Gebiet zogen, um in den für die Förderung von Kohlenwasserstoffen erforderlichen Arbeitsbereichen tätig zu werden. Im Jahr 1962 wurde die Siedlung Cerro Sombrero gefestigt.

## Demografie
Nach dem nationalen Statistikinstitut INE lag die Einwohnerzahl nach dem Zensus 2017 bei 1158, von denen 930 männlich und 228 weiblich waren. 21,1 % gehören den Mapuche an.

## Klima
Das Klima von Primavera wird den kalten Steppenklimaten zugeordnet.

## Politik
Die Gemeinde befindet sich nach den Regionen und Provinzen auf der dritten Verwaltungsebene. Diese wird von einem Gemeinderat verwaltet, dessen Vorsitz der alle vier Jahre direkt gewählte Bürgermeister innehat. Bürgermeister ist seit 2012 Blagomir Brztilo Avendaño.
Primavera gehört zum 60. Wahlbezirk, aus dem Juan Enrique Morano (PDC) und Gabriel Boric (CS) Abgeordnetenkammer entsendet wurden.

## Wirtschaft
Wirtschaftliche Basis der Kommune sind Erdöl- und Erdgasförderung durch die staatliche Ölfördergesellschaft (Empresa Nacional del Petróleo), daneben spielt auch die Viehzucht eine wichtige Rolle.